# Nelson Dantas
Nelson Dantas, nome artístico de Nelson Hannequim Dantas Filho (Rio de Janeiro, 17 de novembro de 1927 — 18 de março de 2006) foi um ator e roteirista brasileiro.
Atuou em diversas novelas, filmes e peças teatrais. É pai dos atores Daniel Dantas e Andrea Dantas.

## Carreira
Iniciou sua carreira no teatro, no ano de 1948, na peça Coração Delator, adaptação realizada por Lúcio Cardoso a partir da obra de Edgar Allan Poe. Ao longo da carreira atuou em diversos espetáculos de Nelson Rodrigues. Em 2002 atuou em sua última peça, A Visita da Velha Senhora, ao lado de Tônia Carrero.
No cinema participou da produção do filme inacabado A Mulher de Longe (1949), que seria dirigido por Lúcio Cardoso e protagonizado por Maria Fernanda. Seu primeiro filme foi Almas Adversas, de 1952, protagonizado por Bibi Ferreira. Trabalhou em várias produções cinematográficas, destacando-se por suas atuações em Cabaret Mineiro (1980), pelo qual foi premiado no Festival de Gramado, e O Viajante (1999). Trabalhou com importantes cineastas brasileiros, dentre eles Carlos Alberto Prates Correia, Oswaldo Caldeira, Paulo César Saraceni, Bruno Barreto, Nelson Pereira dos Santos e Joaquim Pedro de Andrade.
Estreou na televisão em 1971, na telenovela Minha Doce Namorada. Uma de suas participações mais marcantes foi como Beato Salu, da telenovela Roque Santeiro, em 1985. Na televisão, sua última aparição foi em 2005, num episódio do humorístico Sob Nova Direção.

## Vida Pessoal
Em 1952 casou-se com Ismênia Tunes Dantas, de quem ficou viúvo em 1999. Com ela teve dois filhos, o também ator Daniel Dantas e Andrea Dantas. 
Faleceu no Rio de Janeiro, em 18 de março de 2006, vítima de parada cardiorrespiratória. Ele sofria de câncer no pulmão.

## Carreira

### No cinema
| Ano  | Título                                  | Personagem                       | Notas                        |
| ---- | --------------------------------------- | -------------------------------- | ---------------------------- |
| 2006 | Zuzu Angel                              | Sapateiro                        |                              |
| 2003 | Narradores de Javé                      | Vicentino                        |                              |
| 2001 | Sonhos Tropicais                        | Prefeito Pereira Passos          |                              |
| 2000 | Retrato Pintado                         | —                                | Curta-metragem               |
| 1999 | Tiradentes                              | Vice-Rei                         |                              |
| 1999 | O Viajante                              | Mestre Juca                      |                              |
| 1998 | Amor & Cia                              | Asprígio                         |                              |
| 1998 | O Primeiro Dia                          | Farmacêutico                     |                              |
| 1998 | Menino Maluquinho 2 - A Aventura        | Costa                            |                              |
| 1998 | Policarpo Quaresma, Herói do Brasil     | Caldas                           |                              |
| 1997 | O Que É Isso, Companheiro?              | Toledo (Joaquim Câmara Ferreira) |                              |
| 1994 | Lamarca                                 | Pai de Lamarca                   |                              |
| 1991 | A Maldição do Sanpaku                   | Gold                             |                              |
| 1989 | Minas-Texas                             | Seu Correia                      |                              |
| 1986 | Fulaninha                               | Porteiro                         |                              |
| 1985 | Noite                                   | Comendador                       |                              |
| 1985 | Chico Rei                               | —                                |                              |
| 1985 | Urubus e Papagaios                      | Juiz Fausto                      |                              |
| 1984 | Blame It on Rio                         | Doutor                           |                              |
| 1984 | Memórias do cárcere                     | Guarda da prisão                 |                              |
| 1984 | O Cavalinho Azul                        | Pai de Vicente                   |                              |
| 1983 | Bar Esperança                           | Ivan                             |                              |
| 1983 | O Bom Burguês                           | Billy                            |                              |
| 1982 | O Homem do Pau-Brasil                   | Frade                            |                              |
| 1982 | O Santo e a Vedete                      | Prefeito                         |                              |
| 1982 | Insônia                                 | Médico                           | Segmento: "Dois Dedos"       |
| 1981 | Engraçadinha                            | Dr. Bergamini                    |                              |
| 1980 | Cabaret Mineiro                         | Paixão                           | Troféu Kikito de Melhor Ator |
| 1978 | A Noiva da Cidade                       | —                                |                              |
| 1976 | Dona Flor e seus dois maridos           | Clodoaldo, o poeta               |                              |
| 1976 | O Casamento                             | Xavier                           |                              |
| 1976 | Assuntina das Amérikas                  | —                                |                              |
| 1975 | As Aventuras de um Detetive Português   | Zelador                          |                              |
| 1974 | A Estrela Sobe                          | Gerente                          |                              |
| 1973 | Vai Trabalhar, Vagabundo                | Seu Mamede                       |                              |
| 1973 | O Pica-pau Amarelo                      | Elias Turco                      |                              |
| 1972 | Os Inconfidentes                        | Luís Vieira da Silva             |                              |
| 1971 | O Doce Esporte do Sexo                  | —                                | Segmento: "O Torneio"        |
| 1971 | A Casa Assassinada                      | Demétrio                         |                              |
| 1971 | Lúcia McCartney, uma Garota de Programa | F.A                              |                              |
| 1970 | Azyllo Muito Louco                      | O Contador                       |                              |
| 1968 | Capitu                                  | Pádua                            |                              |
| 1962 | Pluft, o Fantasminha                    | Fantasma                         |                              |
| 1962 | O Assalto ao Trem Pagador               | Padre                            |                              |
| 1954 | Carnaval em Caxias                      | Homem do bar                     |                              |
| 1954 | Matar ou Correr                         | —                                |                              |
| 1952 | Almas Adversas                          | Rapaz conquistador               |                              |
| 1949 | A mulher de longe                       | —                                | Filme inacabado              |

### Na televisão
| Ano  | Título                  | Personagem             | Notas                                     |
| ---- | ----------------------- | ---------------------- | ----------------------------------------- |
| 2006 | Filhos do Carnaval      | Lúcio Viriato          |                                           |
| 2005 | Sob Nova Direção        | Bartolomeu             | Episódio: "Nenhum Casamento e um Funeral" |
| 2004 | O Pequeno Alquimista    | Zaroíde                |                                           |
| 2003 | Celebridade             | Dr. Alcir Medeiros     |                                           |
| 2002 | Desejos de Mulher       | Ubaldo Moreno          |                                           |
| 2001 | A Grande Família        | Gamboa                 | Episódio: "A Bola da Vez"                 |
| 2001 | Os Normais              | Gabriel                | Episódio: "Brigar é Normal"               |
| 1999 | Força de um Desejo      | Dr. Xavier             |                                           |
| 1997 | A Justiceira            | —                      | Episódio: "Viagem ao Inferno"             |
| 1994 | Tropicaliente           | Velho Buja (Bujarrona) |                                           |
| 1993 | Você Decide             | —                      | Episódio: "Laços de Afeto"                |
| 1993 | Agosto                  | Carlos                 | Participação Especial                     |
| 1993 | Contos de Verão         | Henrique               |                                           |
| 1992 | As Noivas de Copacabana | Pastor (Pai de Fátima) |                                           |
| 1992 | Tereza Batista          | Juiz Eustáquio Fialho  |                                           |
| 1992 | Você Decide             | Amaury                 | Episódio: "O Álibi"                       |
| 1991 | Meu Marido              | Max Monteiro           |                                           |
| 1990 | Barriga de Aluguel      | Psicanalista           | Participação Especial                     |
| 1989 | O Salvador da Pátria    | Décio                  |                                           |
| 1988 | Olho por olho           | Dr. Hugo Peres         |                                           |
| 1988 | Tarcísio & Glória       | Oswald                 | Episódio: "Uma Mulher de Outro Mundo"     |
| 1986 | Roda de Fogo            | Dr. Moisés Rodrigues   |                                           |
| 1985 | Roque Santeiro          | Beato Salú             |                                           |
| 1984 | Meu Destino É Pecar     | Padre Clemente         |                                           |
| 1982 | O Homem Proibido        | Dr. Paschoal           |                                           |
| 1981 | O Amor É Nosso          | Celso                  |                                           |
| 1975 | Escalada                | Zé Serrano             |                                           |
| 1971 | Minha Doce Namorada     | Seu Érico              |                                           |

## No teatro
- 2002 - A Visita da Velha Senhora
- 2001 - Engraçadinha Seus Amores e Seus Pecados - dos 12 aos 18 Anos
- 2000 - Letti e Lotti
- 1993 - Vestido de Noiva
- 1988 - A Causa da Liberdade
- 1987 - Lúcia McCartney
- 1986 - A Bandeira dos Cinco Mil Réis
- 1984 - PRK a Mil
- 1980 - Quem Casa Quer Casa e Outras Coisas Mais
- 1974 - O Anti-Nelson Rodrigues
- 1971 - Casa de Bonecas
- 1958 - Escurial
- 1957 - Rio de Janeiro Verso e Reverso
- 1955 - O Baile dos Ladrões
- 1953 - O Home, a Besta e a Virtude
- 1948 - Coração Delator

## Prêmios
| Ano  | Prêmio                               | Categoria   | Trabalho        | Resultado | Ref.   |
| ---- | ------------------------------------ | ----------- | --------------- | --------- | ------ |
| 1980 | Festival de Gramado                  | Melhor Ator | Cabaret Mineiro | Venceu    | [ 10 ] |
| 1999 | Festival de Cinema e Vídeo de Cuiabá | Melhor Ator | O Viajante      | Venceu    |        |